# Bodenprofil

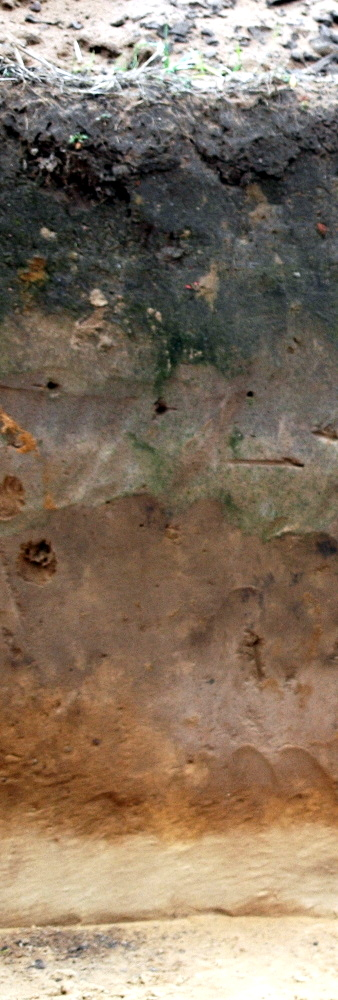
Bodenprofil

Als Bodenprofil wird ein von der Erdoberfläche orthogonal (senkrecht) ausgeführter Schnitt durch einen Bodenkörper bezeichnet, anhand dessen der Bodenaufbau abgelesen werden kann. Der Profilschnitt zeigt die verschiedenen Bodenhorizonte und ermöglicht die Bestimmung von Bodentyp und weiterer Bodenparameter.
Das Profil beginnt oben meistens mit einem Auflagehorizont (O-Horizont), darunter folgt der im Regelfall humose und belebte A-Horizont (auch Mutterboden genannt), der wiederum von einem durch Verwitterungs- oder Verlagerungsvorgänge umgestalteten B-Horizont unterlagert wird. Nach unten geht das Bodenprofil meistens diffus in das unverwitterte Ausgangsgestein über.
In den Böden außerhalb der Tropen ist die Intensität der Verwitterung relativ gering, weshalb hier die Bodenprofile nur Tiefen von maximal 1 m bis 2 m erreichen (gemäßigte Zone häufig 1,3 m). Sie spiegeln die wichtigsten chemischen und physikalischen Veränderungen, wie Stoffumlagerungen, Gefügebildung und Verwitterung wider.
In den Tropen, wo die Verwitterungsprozesse und damit die Bodenbildung weitaus intensiver und tiefgreifender ablaufen, können Bodenprofile bis zu mehreren Dutzend Meter Tiefe entwickelt sein.
Das Herstellen von Bodenprofilen, oder auch Sedimenttransferpräparate genannt, findet häufig im Auftrag von Museen und Instituten, aber auch von privatwirtschaftlich arbeitenden Geologen, statt. Die Arbeit ist oft Teil der Aufgaben des staatlich geprüften Geowissenschaftlichen Präparators. Bodenprofile geben hier Besuchern sowie Studenten die Gelegenheit, die vielen verschiedenen Sedimentationstypen und Veränderungen innerhalb der obersten Erdschichten näher kennenzulernen.